# Remagine
Remagine is het vierde muziekalbum van de Nederlandse metalband After Forever.

## Tracklist
Standaardeditie
1. Enter 1:06
2. Come 5.02
3. Boundaries Are Open 3.44
4. Living Shields 4.11
5. Being Everyone 3.37
6. Attendance 3.27
7. Free Of Doubt 4.40
8. Only Everything 6.33
9. Strong 3.38
10. Face Your Demons 4.57
11. No Control 3.17
12. Forever 5.10

Sacd-bonustracks
1. Taste the Day
2. Live and Learn
3. Strong (piano version)

## Credits
- Floor Jansen – zang
- Sander Gommans – gitaar, grunts
- Bas Maas – gitaar
- Luuk van Gerven – basgitaar
- Joost van den Broek – keyboards
- André Borgman – drumstel